# Список умерших в 1066 году

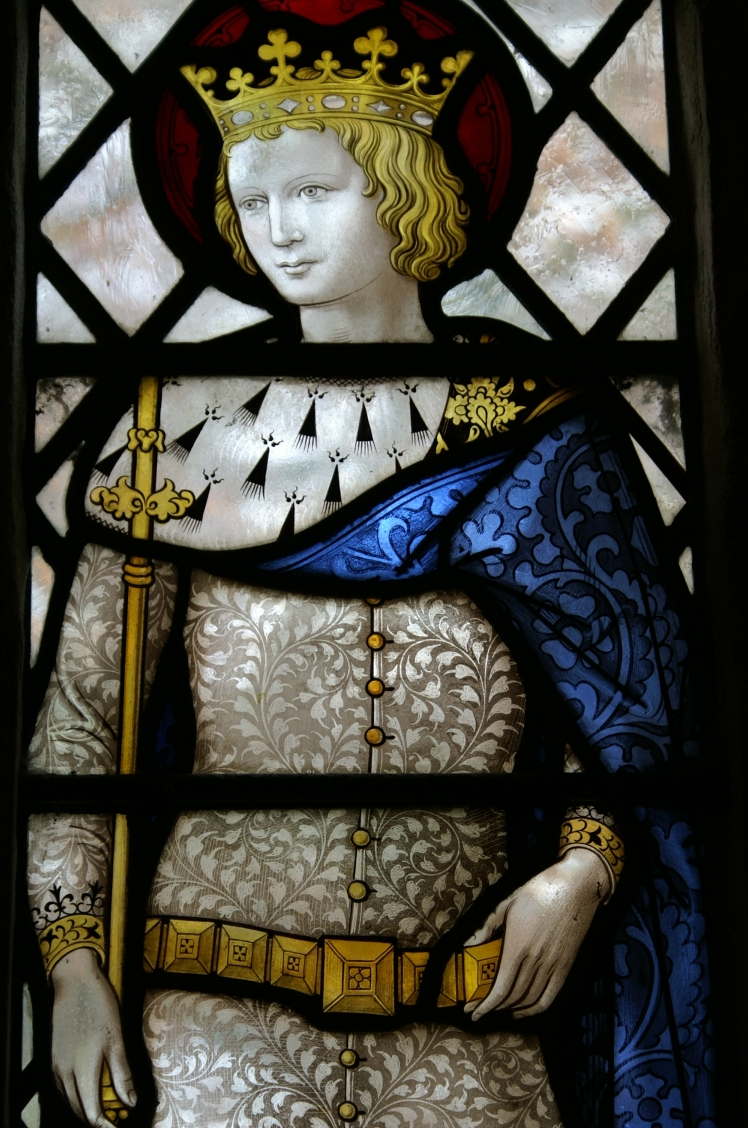
Эдуард Исповедник

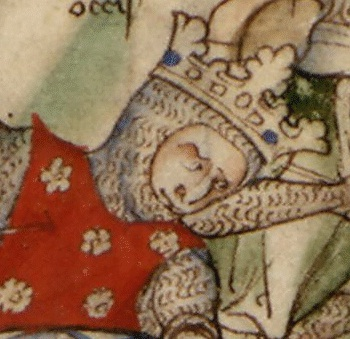
Харальд III Суровый

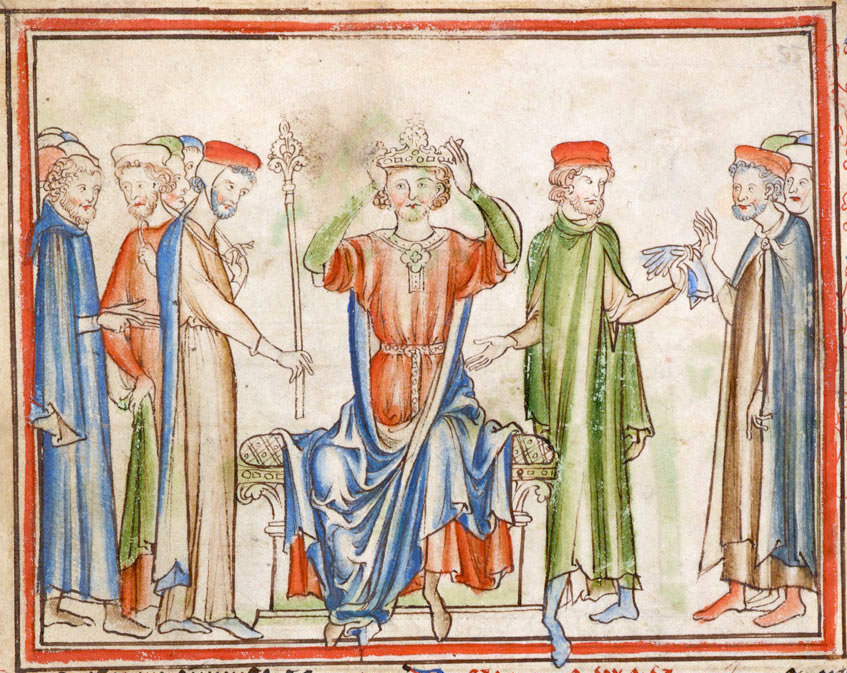
Гарольд II Годвинсон

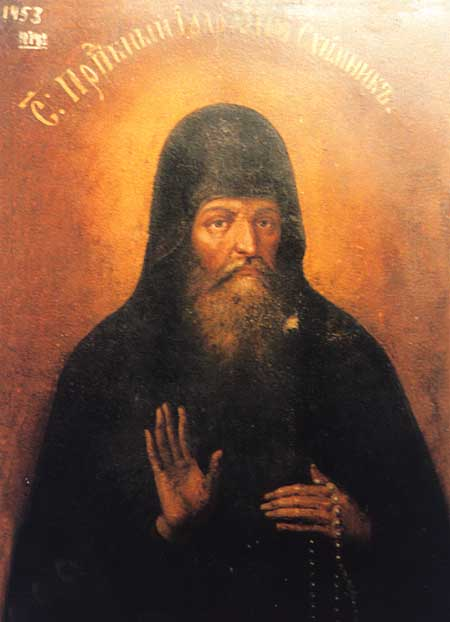
Иларион Печерский

В этой статье представлен список известных людей, умерших в 1066 году.
См. также: Категория:Умершие в 1066 году

## Январь
- 5 января — Эдуард Исповедник — король Англии с 1042 года, святой римско-католической церкви.

## Март
- 25 марта — Ибн Сида — арабский филолог и лексикограф.

## Апрель
- 9 апреля — Абу Бакр аль-Байхаки (71) — исламский учёный-богослов, правовед шафиитского мазхаба и хадисовед.
- 15 апреля —Эберхард[англ.] — архиепископ Трира с 1047 года

## Июнь
- 7 июня — Готшалк — князь бодричей, основатель Вендской державы из династии Наконидов, святой римско-католической церкви.
- 27 июня — Ариальдо[итал.] — святой римско-католической церкви[1].
- 30 июня — Теобальд Провенский[фр.] — святой римско-католической церкви

## Июль
- 15 июля — Ансвер[нем.] — святой римско-католической церкви[2].

## Август
- 15 августа — Абу Яла аль-Фарра — один из авторитетов ханбалитского мазхаба.

## Сентябрь
- 25 сентября
  - Мария Харальдсдоттир — норвежская принцесса, дочь Харальда III Сурового и Елизаветы Ярославны, умерла в день гибели отца.
  - Тостиг Годвинсон — эрл Нортумбрии (1055—1065), брат короля Англии Гарольда II Годвинсона, один из организаторов норвежского вторжения в Англию в 1066 году. Погиб в битве при Стамфорд-Бридже
  - Харальд III Суровый — король Норвегии с 1046 года. Погиб в битве при Стамфорд-Бридже

## Октябрь
- 14 октября
  - Гарольд II Годвинсон — эрл Уэссекса (1053—1066), последний англосаксонский король Англии (1066), погибший в битве при Гастингсе.
  - Гирт Годвинсон — эрл Восточной Англии (1057—1066), брат короля Англии Гарольда II Годвинсона, погибший в битве при Гастингсе.
  - Леофвин Годвинсон — эрл Кента (1057—1066), брат короля Англии Гарольда II Годвинсона, погибший в битве при Гастингсе.
  - Тайефер[англ.] — легендарный нормандский рыцарь, который начал битву при Гастингсе. Погиб в битве
  - Эльфвиг[англ.] — аббат Новомюнстерского аббатства, дядя короля Англии Гарольда II Годвинсона, погибший вместе со своими 12-ю монахами в битве при Гастингсе.

## Ноябрь
- 22 ноября — Фульк де Вандом — граф Вандома (1028—1032, 1056—1066).

## Декабрь
- 11 декабря — Конан II — герцог Бретани и граф Ренна с 1040 года
- 30 декабря — Иехосеф ха-Нагид — визирь при дворе гранадского эмира Бадиса. Убит во время резни евреев в Гранаде

## Дата неизвестна или требует уточнения
- Абу аль-Хакам аль-Кирмани[англ.] — мусульманский философ из Аль-Андалуса
- Али аль-Сулайхи[англ.] — основатель и султан династии Сулайхидов в Йемене (1047—1066)
- Аль-Мухтасиб аль-Муджахид Хамзах[англ.] — имам зейдитского Йемена с 1060 года.
- Герлуин — виконт Контевилля, отчим Вильгельма I Завоевателя
- Гильермо II[англ.] — граф Бесалу с 1052 года.
- Елизавета Ярославна — супруга Харальда III Сигурдарсона, королева Норвегии.
- Ибн Бутлан — христианско-несторианский врач и автор медицинского трактата Таквим ас-сихха (Tacuinum sanitatis) — «Календарь здоровья».
- Иларион Печерский — монах Киево-Печерского монастыря. Православный святой.
- Кресконио II[англ.] — епископ Ирия Флавии (1037—1066)
- Сигрид — жена князя бодричей Готшалка
- Стенкиль — король Швеции (ок. 1060 — ок. 1066), основатель династии Стенкилей
- Удаядитьяварман II — король Кхмерской империи с 1049 года.
- Эрлуэн де Контвиль — отчим Вильгельма I Завоевателя, отец Одо и графа Мортена Роберта — близких соратников Вильгельма.
- Эрменгол III эль де Барбастро — граф Урхеля (1038—1065)
- Яхья Антиохийский — арабоязычный историк и врач